# Éléonore de Castille (1241-1290)
Pour les articles homonymes, voir Éléonore de Castille.
Éléonore ou Aliénor  de Castille, comtesse de Ponthieu, née vers 1241 et morte le 28 novembre 1290) a été, à titre de première épouse du roi Édouard Ier, reine d'Angleterre de 1272 à 1290.

## Biographie

### Naissance
Éléonore, née en 1241 à Burgos, est la fille de Ferdinand III, roi de Castille et de Léon, et de sa seconde épouse Jeanne de Dammartin, comtesse de Ponthieu - et donc arrière-petite-fille de Louis VII,. Pour les cérémonies de 1291 marquant le premier anniversaire de la mort d'Éléonore, on paye 49 porteurs de chandelles pour le cortège, chaque chandelle représentant une année de sa vie. Cela ferait dater sa naissance de l'année 1241. Comme ses parents sont séparés pendant les treize mois où le roi Ferdinand mène une campagne militaire en Andalousie et qu'il ne revient dans le nord de l'Espagne qu'en février 1241, Éléonore naît probablement vers la fin de cette année. Éléonore est la deuxième des cinq enfants de ses parents. Elle a un frère aîné, Ferdinand II d'Aumale, et trois frères cadets morts jeunes, Louis, Simon et Jean.
La cour de son père et de son demi-frère Alphonse X est connue pour son atmosphère intellectuelle. Les deux rois encouragent une éducation approfondie des enfants royaux, et il est donc probable qu'Éléonore ait reçu une éducation supérieure à la norme, ce que tend à confirmer son mécénat littéraire en tant que reine.
Elle est auprès de son père lorsqu'il meurt à Séville en 1252.

### Fiançailles avecThibautIIde Navarre
Le mariage d'Éléonore en 1254 avec le futur Édouard Ier d'Angleterre n'est pas le premier mariage prévu pour elle par sa famille. Les rois de Castille ont en effet de longue date affirmé leur suzeraineté sur le royaume de Navarre, et depuis 1250, Ferdinand III et son héritier, le futur Alphonse X de Castille, demi-frère d'Éléonore, espèrent la marier à Thibaut II de Navarre. Pour éviter de tomber sous la tutelle de la Castille, la mère de Thibaut II, Marguerite de Bourbon, conclut en 1252 avec Jacques Ier d'Aragon une alliance qui comporte l'engagement solennel que jamais Thibaut n'épousera Éléonore.

### Mariage
En 1252, Alphonse X fait revivre des prétentions dynastiques douteuses sur le duché de Gascogne, au sud de l'Aquitaine, qui est la dernière possession des rois d'Angleterre en France. Henri III d'Angleterre se hâte de contrer les prétentions d'Alphonse par des mesures diplomatiques et militaires. Au début de 1254, les deux rois commencent à négocier et, après avoir discuté les conditions financières, Henri et Alphonse conviennent du mariage d'Éléonore avec le fils d'Henri III, Édouard, et qu'Alphonse transférera à Édouard ses prétentions sur la Gascogne. Henri, tellement impatient que le mariage ait lieu, renonce délibérément à continuer les préparatifs déjà entamés pour l'adoubement d'Édouard en Angleterre, et accepte que ce soit Alphonse qui adoube Édouard avant le mariage.
Le jeune couple se marie au monastère de Las Huelgas, à Burgos, le 18 octobre 1254. Après le mariage, le couple passe près d'un an en Gascogne, Édouard assurant le gouvernement du duché. Éléonore, âgée de treize ans et demi, y donne probablement naissance à son premier enfant, une fille mort-née. Elle se rend seule en Angleterre à la fin de l'été 1255. Édouard la suit quelques mois plus tard.
Henri III est fier d'avoir résolu définitivement la crise gasconne, mais ses sujets anglais craignent qu'Éléonore fasse venir avec elle une nuée de cousins et de compatriotes qui vivraient de la générosité ruineuse d'Henri. Plusieurs de ses proches viennent effectivement en Angleterre peu de temps après son mariage. Elle est trop jeune pour arrêter leur intrusion ou empêcher Henri III de leur donner de l'argent, mais elle est la cible de toutes sortes de reproches et son mariage devient impopulaire.

### Seconde guerre des barons
Il y a peu de renseignements sur la vie d'Éléonore en Angleterre jusqu'aux années 1260, quand une guerre civile entre Henri III et ses barons divise le royaume. Au cours de cette période, Éléonore soutient activement les intérêts d'Édouard, en faisant venir des archers du Ponthieu, le comté de sa mère en France. Il est douteux, cependant, qu'on l'ait envoyée en France pendant la guerre civile pour la mettre à l'abri du danger ; elle est en Angleterre au moment de la lutte. Les rumeurs qu'elle cherche des troupes fraîches de Castille amènent le chef des barons révoltés, Simon V de Montfort, à ordonner son enlèvement du château de Windsor après sa victoire de Lewes en juin 1264. Édouard y est capturé et emprisonné et elle-même est honorablement confinée au palais de Westminster. Après qu'Édouard et l'armée d'Henri aient vaincu l'armée des barons à la bataille d'Evesham en 1265, Édouard reçoit un rôle important dans la réforme du gouvernement et Éléonore gagne en importance à ses côtés. Sa position s'accroît encore en juillet 1266 quand elle donne finalement naissance à un fils, Jean, suivi d'un second, Henri, au printemps 1268, et en 1269 d'une fille en bonne santé, Aliénor.

### Croisade
En 1270, le royaume étant apaisé, Édouard et Éléonore vont rejoindre son oncle Saint Louis à la Huitième croisade. Saint Louis meurt cependant à Carthage avant leur arrivée, et après avoir passé l'hiver en Sicile, le couple continue sa route vers Saint-Jean-d'Acre en Palestine, où il arrive en mai 1271. Éléonore y donne naissance en avril 1272 à une fille, connue sous le nom de Jeanne d'Acre.
Militairement la croisade est infructueuse mais Baibars, de la dynastie Bahri, est assez inquiété par la présence d'Édouard à Saint-Jean d'Acre pour qu'une tentative d'attentat soit commise sur la vie de l'héritier du trône d'Angleterre en juin 1272. Il est blessé au bras par une dague que l'on croit empoisonnée. La blessure s'enflamme bientôt sérieusement et un chirurgien anglais parvient à la guérir en enlevant la chair malade, mais seulement après qu'Éléonore « pleurant et gémissant » soit retirée de force d'auprès du lit de son mari. Par la suite les narrateurs embellirent cet incident, proclamant qu'Éléonore avait sucé le poison de la blessure, mais cette histoire fantaisiste ne repose sur rien. Ils quittent la Palestine en septembre 1272 et en décembre, en Sicile, ils apprennent la mort d'Henri III survenue le 16 novembre. Après un séjour en Gascogne, où naît leur fils Alphonse en novembre 1273, Édouard et Éléonore reviennent en Angleterre et sont couronnés ensemble le 19 août 1274.

### Reine d'Angleterre
Les mariages royaux arrangés au Moyen Âge ne sont pas toujours heureux, mais les preuves disponibles indiquent qu'Éléonore et Édouard sont dévoués l'un à l'autre. Édouard est l'un des rares rois anglais médiévaux à ne pas avoir eu de relations extraconjugales ou engendré des enfants hors mariage. Le couple est rarement séparé et Éléonore accompagne son mari dans ses campagnes militaires. Elle va ainsi contribuer en 1284 à donner la principauté de Galles à la couronne britannique. En effet, au cours de sa campagne contre les Gallois, le roi Édouard fait édifier une forteresse, celle de Caernarfon. C'est là qu'il installe la reine Éléonore pendant qu'il guerroie contre le comte de Snowden et où elle met au monde un fils, le futur Édouard II d'Angleterre. La campagne terminée, le roi réunit les Gallois et leur propose la paix et un prince. Mais ceux-ci réclament un prince né dans la principauté, ne parlant ni le saxon ni le français, croyant ainsi mettre leur vainqueur dans l'embarras. Alors le roi leur présente le nouveau-né, et les rudes Gallois vinrent baiser la main de la reine et de l'enfant devenu premier prince de Galles.
Les archives familiales témoignent d’événements qui indiquent une relation confortable, voire enjouée. Chaque année, le lundi de Pâques, Édouard laisse les dames d'Éléonore le piéger dans son lit et leur paye une rançon symbolique pour qu'il puisse aller dans sa chambre le premier jour après le carême ; cette coutume est si importante pour lui qu'en 1291, le premier lundi de Pâques après la mort d'Éléonore, il donne à ses dames l'argent qu'il leur aurait donné si elle avait été en vie. Édouard n'aime pas les cérémonies et refuse en 1290 d'assister au mariage du comte-maréchal Roger Bigot ; Éléonore, avec considération, paye des ménestrels pour qu'ils jouent pour lui alors qu'il est assis seul pendant le mariage.

#### Popularité
Éléonore reste dans l'histoire comme la reine qui a inspiré les Croix d'Éléonore, mais elle n'est pas si aimée à son époque. Sa réputation est principalement celle d'une femme d'affaires passionnée. Walter de Guisborough rapporte un poème contemporain : 
Le roi voudrait obtenir notre or,

la reine, nos beaux manoirs
Les annales du prieuré de Dunstable font écho dans un avis de décès contemporain : "Espagnole de naissance, elle a acquis de nombreux beaux manoirs".
Son acquisition de terres se situe à un degré d'activité économique inhabituel pour toute aristocrate ou reine médiévale : entre 1274 et 1290, elle acquit des domaines d'une valeur supérieure à 2 500 £ par an. C'est Édouard Ier lui-même qui initie ce processus et ses ministres l'assistent. Il veut en effet que la reine détienne des terres suffisantes pour ses besoins financiers sans puiser dans les fonds nécessaires au gouvernement. L'une de ses méthodes pour aider Éléonore à acquérir des terres consiste à lui remettre les dettes que les propriétaires chrétiens doivent aux usuriers juifs. En échange de l'annulation des dettes, elle reçoit les terres mises en gage pour les dettes. Les débiteurs sont souvent contents de se débarrasser des dettes, et profitent de la faveur qu'Éléonore leur témoigne ensuite ; elle accorde à plusieurs d'entre eux, à vie, des terres valant autant que les domaines qu'ils lui ont cédés, et certains d'entre eux deviennent les chevaliers de sa maison.
Il existe cependant des preuves très claires que les transactions immobilières d'Éléonore la rendent largement impopulaire. John Peckham, archevêque de Cantorbéry, avertit les serviteurs d'Éléonore de ses activités sur le marché foncier et de son association avec des usuriers très impopulaires : « Une rumeur court dans tout le royaume et a fait beaucoup de scandale. On dit que l'illustre reine, que vous servez, occupe de nombreux manoirs, terres et autres possessions de nobles, et en a fait sa propriété - terres que les Juifs ont extorquées avec usure aux Chrétiens sous la protection de la cour royale.". Au vu des passages de chroniqueurs cités plus haut, l'accusation est bien corroborée par des écrivains contemporains. Peckham la met également en garde contre les plaintes à l'encontre des exigences de ses fonctionnaires envers ses locataires. Éléonore doit être au courant de la véracité de tels rapports puisque, sur son lit de mort, elle demande à Édouard de nommer des juges pour examiner les actions de ses fonctionnaires et faire des réparations. Les procédures de cette enquête révèlent un schéma d'exactions impitoyables, souvent, mais pas toujours, à l'insu d'Éléonore. Les comptes de ses exécuteurs testamentaires enregistrent les réparations à bon nombre de ceux qui ont intenté des actions avant les procédures judiciaires en 1291. De son vivant, Éléonore répare de tels torts lorsqu'elle en entend parler, et sa demande à Édouard indique qu'elle sait, ou du moins soupçonne et craint que ses fonctionnaires aient commis beaucoup plus de transgressions qu'on ne lui en ait jamais signalé.
Deux autres lettres de Peckham montrent d'ailleurs que certaines personnes pensent qu'elle pousse Édouard à régner durement et qu'elle peut être une femme sévère, ce qui contrevient aux attentes contemporaines selon lesquelles les reines doivent intercéder auprès de leurs maris pour plaider la cause des nécessiteux, des opprimés ou des condamnés. Ainsi prévient-il un couvent de religieuses que « si elles savent ce qui est bon pour elles », elles accéderont à la volonté de la reine et accepteront dans leur maison une femme que le couvent a refusée, mais dont Éléonore a décidé de parrainer la vocation. Les archives des administrations du roi montrent que Hugues le Despenser, qui accepte de laisser la reine détenir l'un de ses manoirs pendant plusieurs années afin de s'acquitter de sa dette envers elle, juge bon d'exiger des assurances officielles de l'Échiquier du roi que le manoir lui sera restitué dès que la reine aura récupéré le montant exact de la dette.
Ainsi, il semble qu'Éléonore ne soit pas très aimée en dehors de son propre cercle. Ce n'est qu'avec une chronique écrite à St Albans en 1307-1308 que l'on trouve les premières remarques positives, et il est probable que le chroniqueur l'ait écrit pour flatter son fils, Édouard II. Il est également possible que l'impressionnante succession de Croix d'Éléonore qu'Édouard édifie après sa mort vise à redorer l'image de la reine.

#### Influence politique
Il est traditionnellement soutenu qu'Éléonore n'a aucun impact sur la politique de son époux et que même en matière diplomatique, son rôle est mineur, bien qu'Édouard tienne compte de ses conseils sur l'âge auquel leurs filles peuvent épouser des dirigeants étrangers. Elle offre simplement des cadeaux, généralement fournis par Édouard, aux princes ou envoyés en visite.
Cependant, des recherches plus récentes indiquent qu'Éléonore joue peut-être un certain rôle dans les décisions d'Édouard, bien qu'elle n'exerce pas ouvertement le pouvoir, sauf dans les occasions où elle est nommée pour arbitrer des différends entre nobles en Angleterre et en Gascogne. Certaines des lois d'Édouard, par exemple le Statut de la communauté juive et son approche de la conquête galloise présentent certaines similitudes avec les manières castillanes. Ses stratégies militaires semblent également être influencées par les travaux de Végèce, qu'Éléonore lui a fait lire. Édouard est, cependant, clairement prêt à résister à ses demandes, ou à l'arrêter s'il estime qu'elle va trop loin, et il s'attend à ce que ses ministres la retiennent si ses actions menacent de gêner des personnes importantes du royaume, comme lorsque Robert Burnell, le lord chancelier, assure à l'évêque de Winchester, à qui la reine demande le remboursement d'une forte somme d'argent, qu'il parlerait avec la reine et que l'affaire se terminerait heureusement pour lui.
Elle fréquente nombre de ses parents, mais qu'étant donné l'impopularité des étrangers en Angleterre et les critiques à propos de la générosité d'Henri III et d'Éléonore de Provence envers eux, elle est prudente dans son choix de cousins à soutenir. Plutôt que de marier ses cousins avec des héritières anglaises, ce qui mettrait la richesse anglaise entre des mains étrangères, elle arrange des mariages pour ses cousines avec des barons anglais. Édouard la soutient fortement dans ces efforts, qui leur offrent un réseau élargi de partisans potentiels. Ses projets de mariage pour ses cousines fournissent parfois à Édouard, ainsi qu'à son beau-père Henri III, des opportunités d'entretenir leurs relations avec d'autres royaumes. Par exemple, le mariage de sa parente Marguerite de Guînes avec le comte d'Ulster, l'un des aristocrates anglais les plus influents d'Irlande, procure non seulement à Édouard un nouveau lien familial dans cette île mais aussi avec l'Écosse, puisque la cousine de Marguerite, Marie de Coucy, est la mère du beau-frère d'Édouard, Alexandre III. Le premier des projets de mariage enregistrés d'Éléonore liait l'une de ses cousines de la famille de Châtellerault à un membre de la maison de Lusignan, la famille maternelle très favorisée d'Henri III, renforçant non seulement les liens du roi avec cette famille, mais créant également un nouveau lien entre le roi d'Angleterre et une puissant famille en Poitou, sur le flanc nord de la Gascogne.

#### Influence culturelle
Si elle n'a pas un rôle politique manifeste, Éléonore est une femme très intelligente et cultivée. Elle est une mécène littéraire active, entretenant le seul scriptorium royal connu de l'époque en Europe du Nord, avec des scribes et au moins un enlumineur pour copier des livres pour elle. Les œuvres produites sont des romans vernaculaires et des vies de saints, mais les goûts d'Éléonore ne s'y limitent pas. Le nombre et la variété des œuvres écrites pour elle montrent que ses centres intérêts sont vastes et sophistiqués. Dans les années 1260, elle commande la production de la Douce Apocalypse. Elle est également liée à l'Apocalypse de la Trinité, bien que la question de savoir si elle l'a commandée ou a simplement possédée un ouvrage qui a influencé sa production reste un sujet de débat. Lors de la croisade de 1272, elle fait traduire pour Édouard Ier l'Epitoma rei militaris de Végèce. Après avoir succédé à sa mère au comté de Ponthieu en 1279, un roman est écrit pour elle sur la vie d'un supposé comte de Ponthieu du IXe siècle. Elle commande également une romance arthurienne située en Northumbrie, peut-être pour le mariage du seigneur de Northumbrie John de Vescy avec une de ses parentes. Dans les années 1280, l'archevêque John Peckham écrit pour elle un ouvrage théologique sur les anges. Elle passe également commande du Psautier d'Alphonse, maintenant à la British Library, ainsi que le Psautier aux oiseaux qui porte également les armes de son fils Alphonse et de sa fiancée Marguerite de Hollande. En janvier 1286, elle remercie l'abbé de Cerne de lui avoir prêté un livre - peut-être un traité d'échecs connu pour avoir été écrit à Cerne à la fin du XIIIe siècle - et ses archives notent en 1290 sa correspondance avec un maître d'Oxford à propos d'un de ses livres. Il existe également des preuves suggérant qu'elle échange des livres avec son frère Alphonse X.
Toutes les œuvres littéraires évoquées ci-dessus sont en français, de même que la majeure partie de ses lettres, ce qui suggère qu'Éléonore ne parle pas couramment l'anglais, mais est habituée à lire et à parler en français, la langue de sa mère, avec laquelle elle est familière depuis son enfance malgré ses premières années passées en Espagne. En cela, elle a plus de chance que de nombreuses reines médiévales, qui arrivent souvent dans les royaumes de leur mari en ayant besoin d'apprendre une nouvelle langue ; mais la cour d'Angleterre est encore bilingue, en grande partie grâce à la longue succession de ses reines originaires de terres francophones. En 1275, lors d'une visite à l'abbaye de St Albans dans le Hertfordshire, les habitants de la ville implorent son aide face aux exactions de l'abbé, mais l'un de ses courtisans doit officier comme traducteur avant qu'elle ne puisse répondre à la supplique.
La reine est une mécène dévouée des frères de l'Ordre dominicain, fondant plusieurs prieurés en Angleterre et soutenant leur travail à l'Université d'Oxford et à l'Université de Cambridge. La piété d'Éléonore est d'essence intellectuelle ; en dehors de ses fondations religieuses, elle ne dirige pas de bonnes œuvres, et elle laisse à ses aumôniers le soin de distribuer ses aumônes. Ses dons sont cependant considérables.
Dans la sphère domestique, elle popularise l'utilisation de tapisseries et de tapis, considérée comme une extravagance espagnole à son arrivée, mais au moment de sa mort, c'est une habitude manifestement très en vogue parmi les aristocrates les plus riches. Elle encourage également l'utilisation de vaisselle fine, de couteaux élégamment décorés et même de fourchettes, bien qu'il reste incertain de savoir si ces dernières sont utilisées comme couverts personnels ou comme pièces de service dans les bols et plateaux communs. Elle a également une influence considérable sur le développement des jardins dans les domaines royaux. Des dépenses importantes pour les jardins sont mises en évidence dans ses propriétés, y compris pour la conception de pièces d'eau - une caractéristique des jardins castillans, due aux influences islamiques et romaines en Espagne. La gloriette pittoresque du château de Leeds est conçue alors qu'elle est propriétaire du château.

### Décès

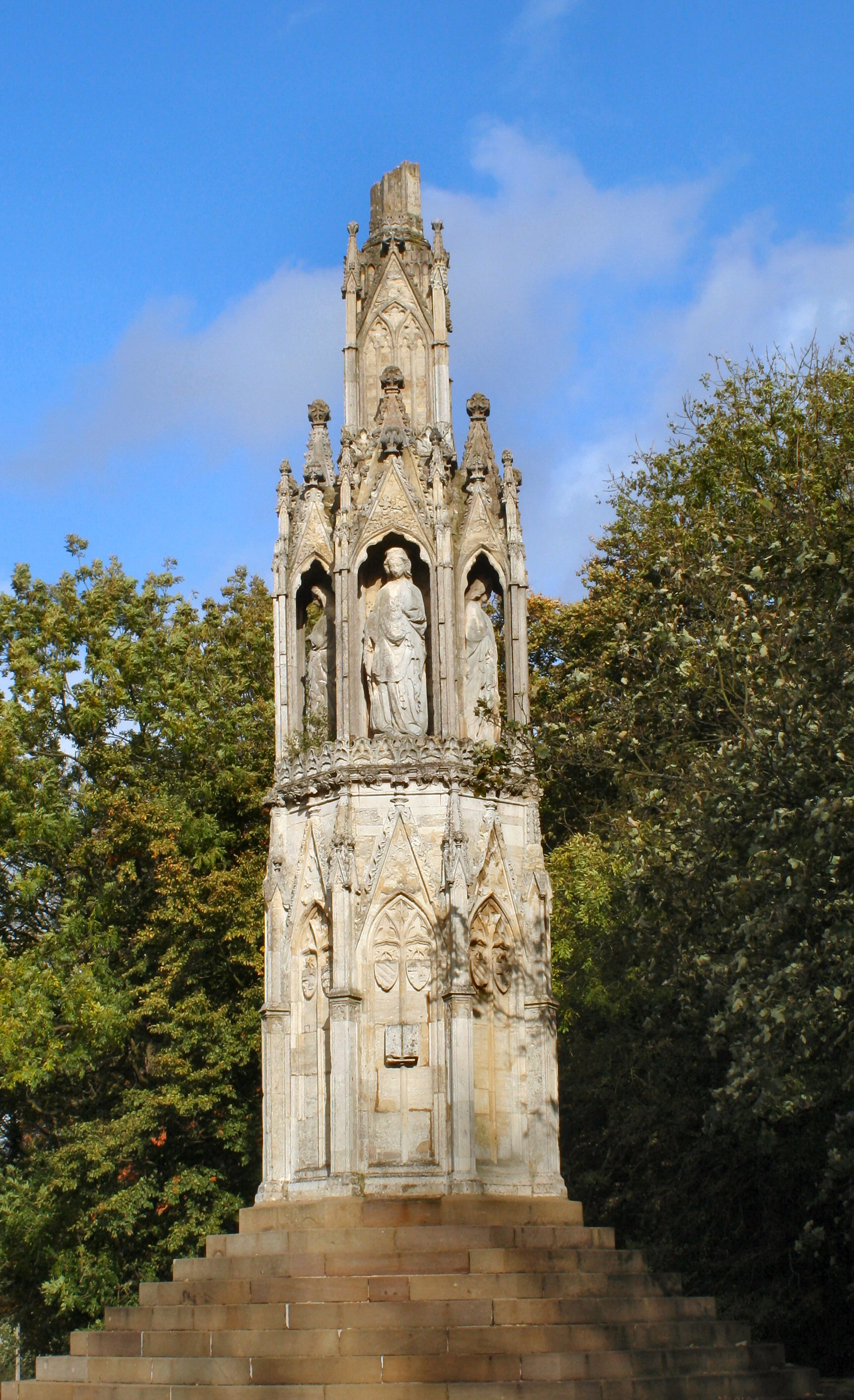
Croix d'Éléonore de Northampton.

Éléonore meurt le 28 novembre 1290 à Nottingham (on pense que c'est l'actuel Harby dans le Nottinghamshire plutôt que la ville), et son corps est inhumé dans l'abbaye de Westminster. Son mari fait élever plusieurs croix en son souvenir dont la plus célèbre est Charing Cross. Il se remarie neuf années plus tard avec Marguerite, fille du roi Philippe III de France, en 1299.

## Descendance
Éléonore et Édouard ont seize enfants, dont six atteignent l'âge adulte :
- Fille mort-née (juillet 1255) ;
- Catherine (1264 - 5 septembre 1264) ;
- Jeanne (janvier 1265 - avant le 7 septembre 1265) ;
- Jean (13 juillet 1266 - 3 août 1271) ;
- Henri (avant le 6 mai 1268 - 16 octobre 1274) ;
- Aliénor (18 juin 1269 - 29 août 1298), qui épouse en 1293 Henri III, comte de Bar ;
- Fille morte jeune (1271) ;
- Jeanne (avril 1272 -7 avril 1307), qui épouse en 1290 Gilbert de Gloucester (1243-1295), puis en 1297 Raoul de Monthermer (? – 1325) ;
- Alphonse (24 novembre 1273 -19 août 1284) ;
- Marguerite (15 mars 1275 - après 1333), qui épouse en 1290 Jean II, duc de Brabant ;
- Bérengère (1er mai 1276 - avant le 27 juin 1278) ;
- Fille morte jeune (décembre 1277 - janvier 1278) ;
- Marie (11 mars 1279 - 29 mai 1332), nonne à Amesbury ;
- Fils mort jeune (1280-1281) ;
- Élisabeth (7 août 1282 - 5 mai 1316), mariée en 1297 avec Jean Ier (1284-1299), comte de Hollande, puis en 1302 avec Humphrey de Bohun, 4e comte de Hereford ;
- Édouard (25 avril 1284 - 21 septembre 1327), premier prince de Galles, futur Édouard II d'Angleterre, comte de Ponthieu.